# Mellin de Saint-Gelais

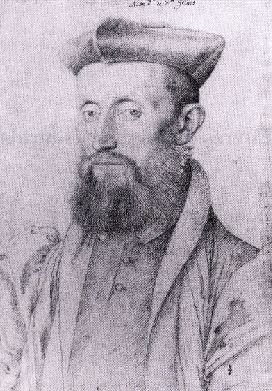
Mellin de Saint-Gelais.

Mellin de Saint-Gelais, född omkring 1491 i Angoulême, död 1558 i Paris, var en fransk skald. Han var naturlig son till Octavien de Saint-Gelais eller, troligare, till dennes bror, greve Jean de Saint-Gelais.
Mellin de Saint-Gelais erhöll efter studier, bland annat vid italienska universitet, anställning som hovman hos Frans I. Han blev kunglig allmoseutdelare, abbot i klostret Notre-Dame du Reclus och bibliotekarie på slottet i Fontainebleau. Hans huvudsakliga uppgift tycks dock ha varit att ordna hovets litterära och dramatiska förlustelser. Han skrev ofta vers till maskeraderna och satte musik till dessa. Johan Mortensen skriver i Nordisk familjebok: "Han är typisk hofpoet, men betydligt underlägsen Marot i elegans och lätthet, icke utan begåfning, men bortslösande den på bagateller." Mellin de Saint-Gelais var en av de första i Frankrike, som imiterade Italienarna, författade contes, epigram och madrigaler, deltog i bearbetningen av Trissinos tragedi Sofonisba (uppförd i Blois 1554), översatte Ariosto och andra samtida italienare och anses ha infört sonetten i Frankrike, vilket dock är osäkert. En mindre samlad upplaga av hans skrifter utgavs 1547, en fullständigare 1574 och 1719; en senare gavs ut av Prosper Blanchemain (3 band, 1873).